# Bucht von Vlora
Die Bucht von Vlora (albanisch Gjiri i Vlorës, Aussprache: ˈɟiːɾi i ˈvlɔːɾəs) ist eine etwa 25 Kilometer lange und zehn Kilometer breite Bucht am Übergang des Adriatischen zum Ionischen Meer im Südwesten Albaniens. Sie ist nach der größten Stadt an der Bucht benannt, Vlora.

## Lage

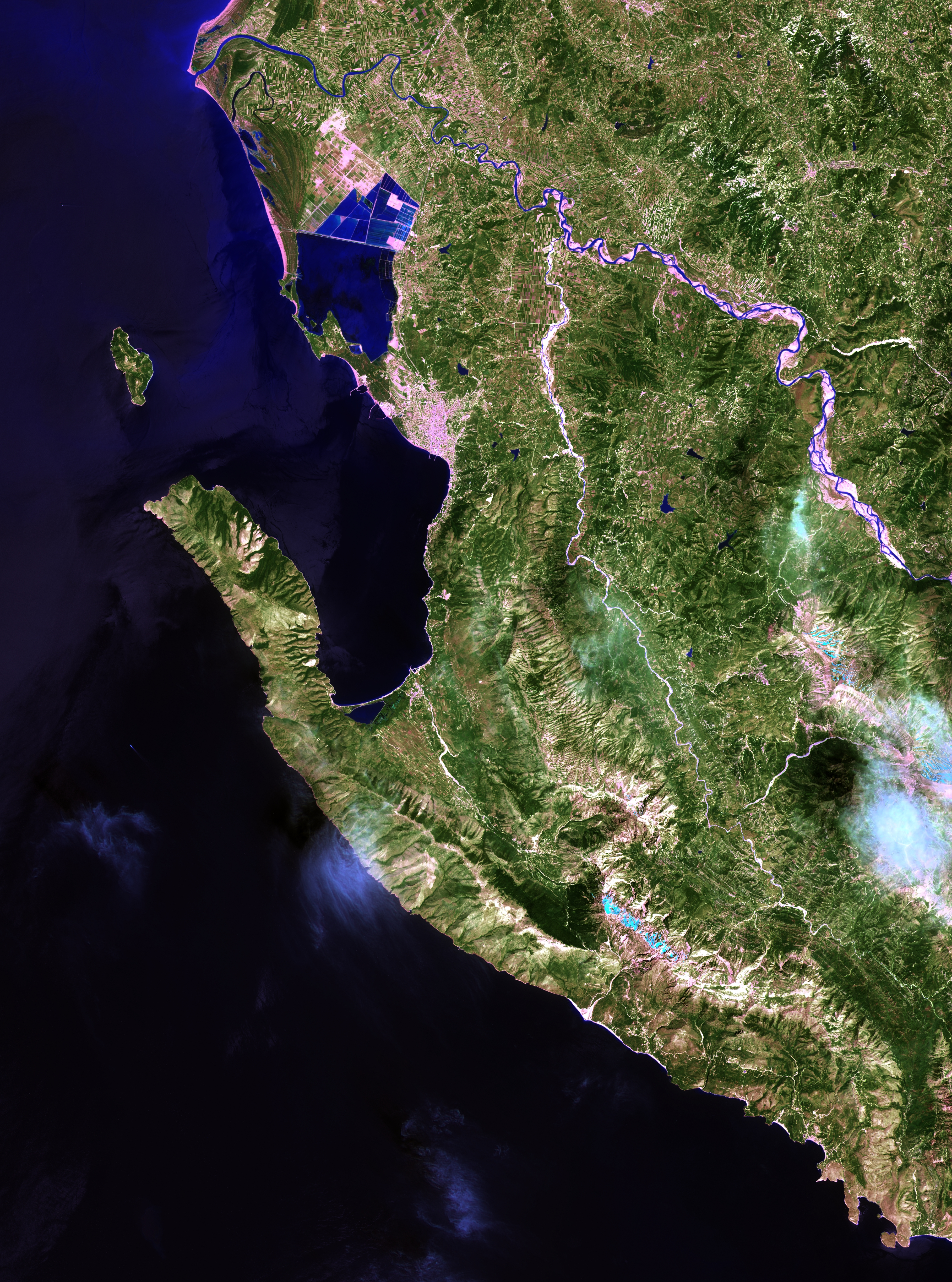
Satelliten-Bild der Region mit Sazan und der Bucht von Vlora am linken Bildrand

Die Bucht von Vlora ist von allen Seiten vom Festland umgeben, nur im Nordwesten öffnet sie sich zum Meer. Sie wird umgeben von der durch einen schmalen Landstreifen getrennten Lagune von Narta im Norden, der Großstadt Vlora im Nordosten, den Ausläufern des Ceraunischen Gebirges im Osten, der Kleinstadt Orikum, der Lagune von Pashaliman und der Marinebasis Pashaliman im Süden sowie der Karaburun-Halbinsel im Westen. Im Ausgang zum Meer liegt die unbewohnte Insel Sazan.

## Geschichte
Während der nördliche Teil recht offen zum Meer ist, bildet die rund 15 Kilometer lange Halbinsel Karaburun im südlichen Teil eine tiefe, sehr gut geschützte und natürliche Bucht. Das südwestliche Ende der Bucht bei der Marinebasis Pashaliman wird schon seit Jahrtausenden als Hafen genutzt. Die römische Stadt dort hieß Oricum. Die Osmanen nannten den Hafen Pashaliman, türkisch für Hafen des Paschas. Im Kalten Krieg war er vorübergehend sowjetischer Marinestützpunkt – der einzige im Mittelmeerraum. Die angrenzende Lagune von Pashaliman ist ein bedeutendes Feuchtgebiet.

## Gefährdetes Naturschutzgebiet
Ein etwa eine Seemeile breiter Streifen entlang Teilen der Küste der Halbinsel Karaburun und der Insel Sazan steht als Mariner Nationalpark Karaburun-Sazan unter Naturschutz.
Rund um Vlora sowie entlang der ganzen Ostküste bis Orikum sind in den letzten Jahren zahlreiche Hotels entstanden. Die Badestrände ziehen im Sommer zahlreiche Touristen an. In Vlora befindet sich der zweitgrößte Hafen Albaniens. Es bestehen – bei Umweltschützern umstrittene – Pläne für den Bau eines Erdöl-Terminals und weiterer Industrieanlagen direkt am Wasser.
Bis 1992 war an der Küste bei Vlora eine PVC-Fabrik in Betrieb, die erhebliche Mengen an Quecksilber und Eisen in die Bucht leitete. Nach einem im Januar 2013 veröffentlichten Bericht ist der Anteil an diesen schädlichen Stoffen im Meerwasser bis zu vier Mal so hoch wie die erlaubte Menge des US-amerikanischen Umweltministeriums. Bisher ist gegen diese Umweltverschmutzung von den Behörden nichts unternommen worden.

## Bilder

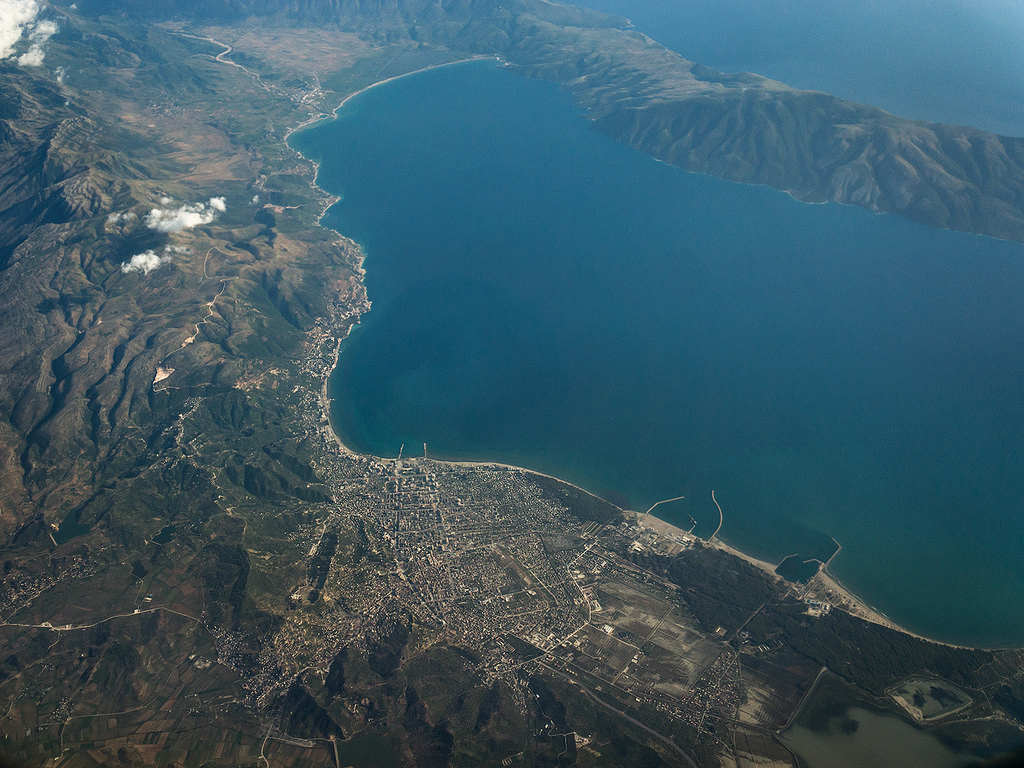
Luftaufnahme der Bucht
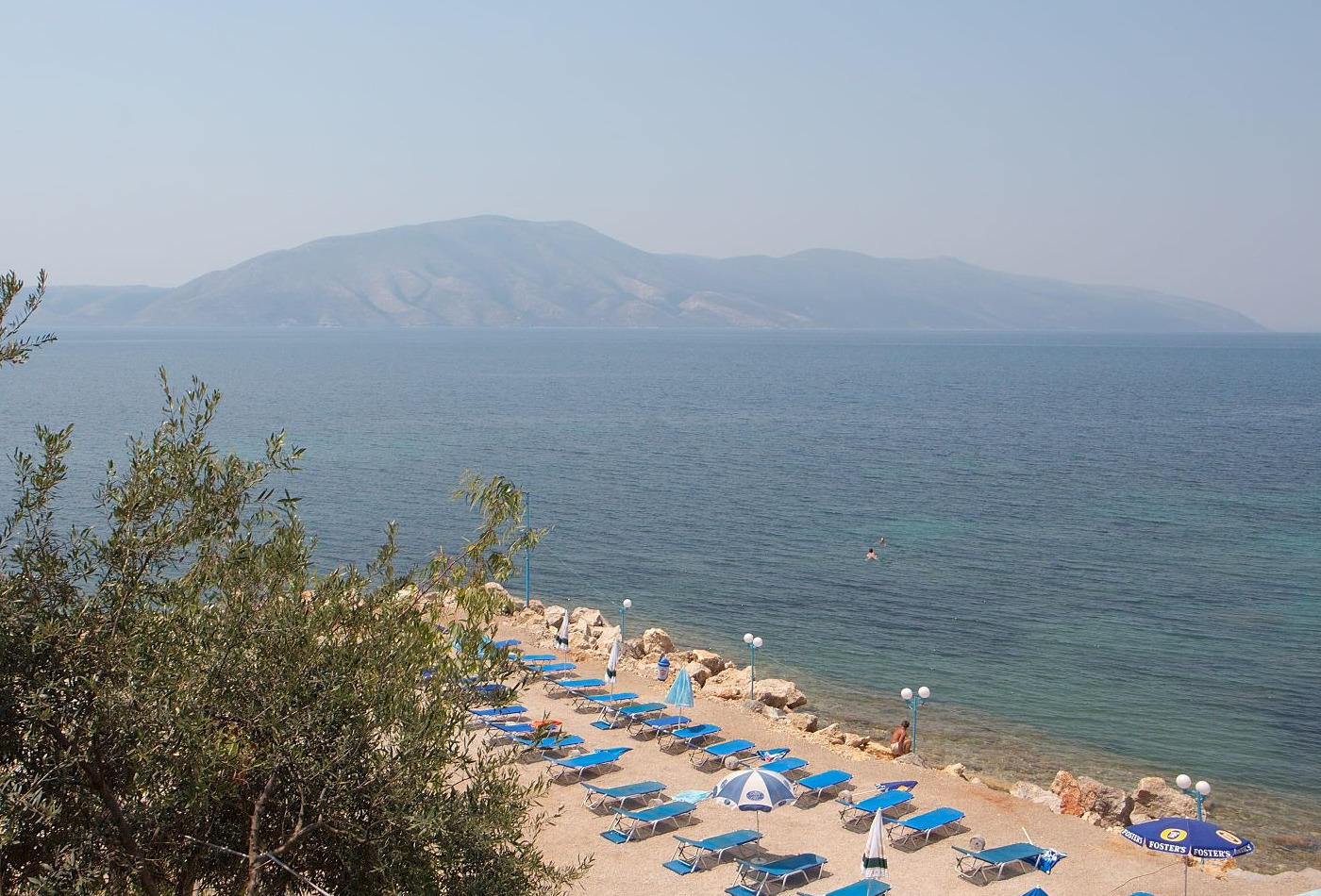
Blick auf den nördlichen Teil der Karaburun-Halbinsel
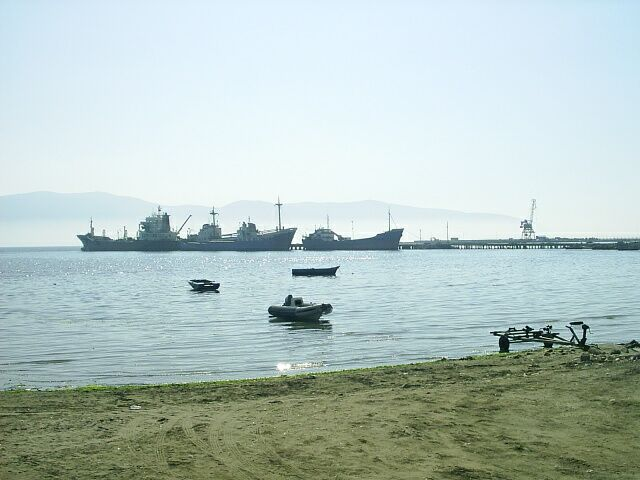
Hafen von Vlora
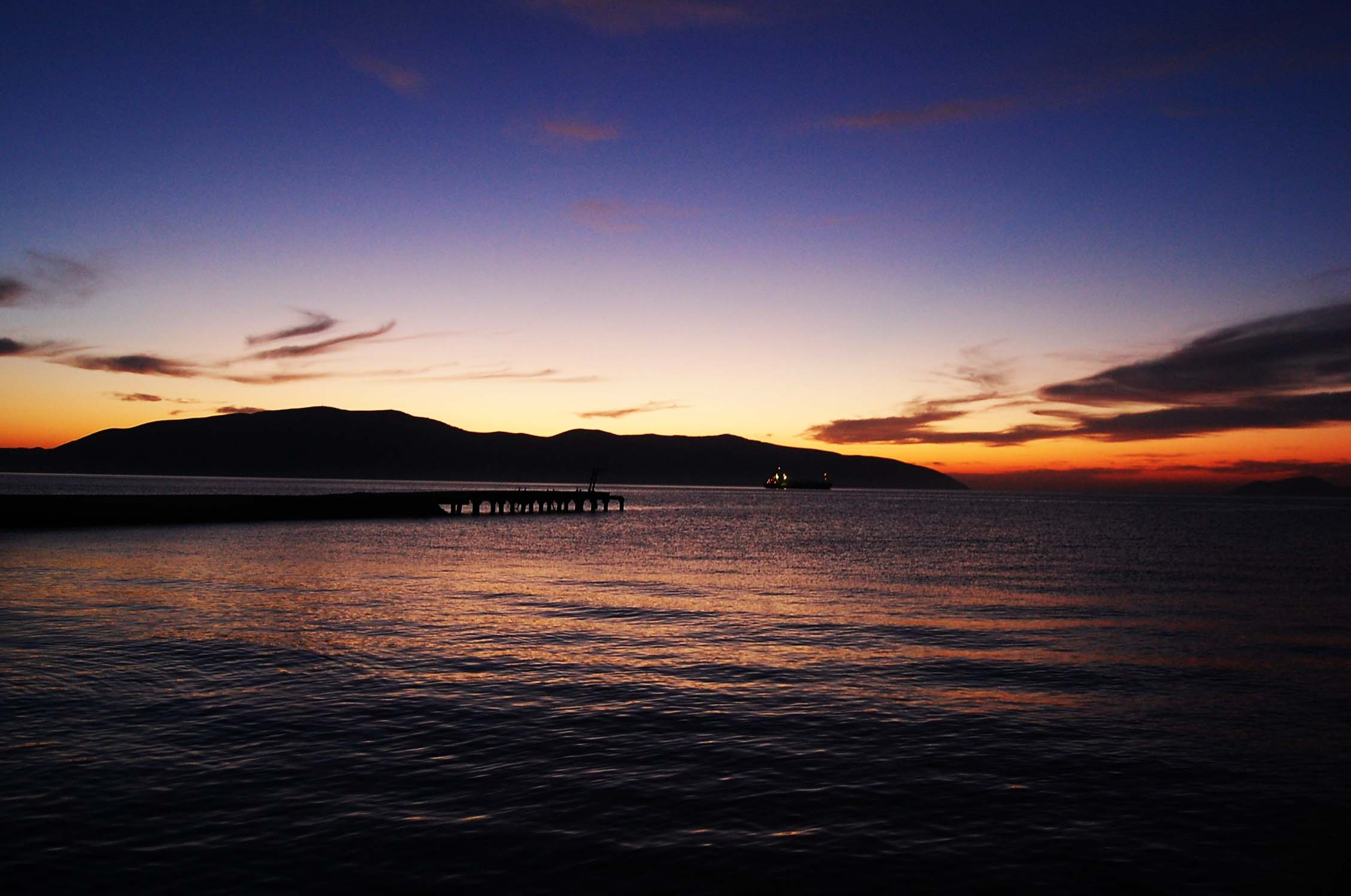
Bei Sonnenuntergang
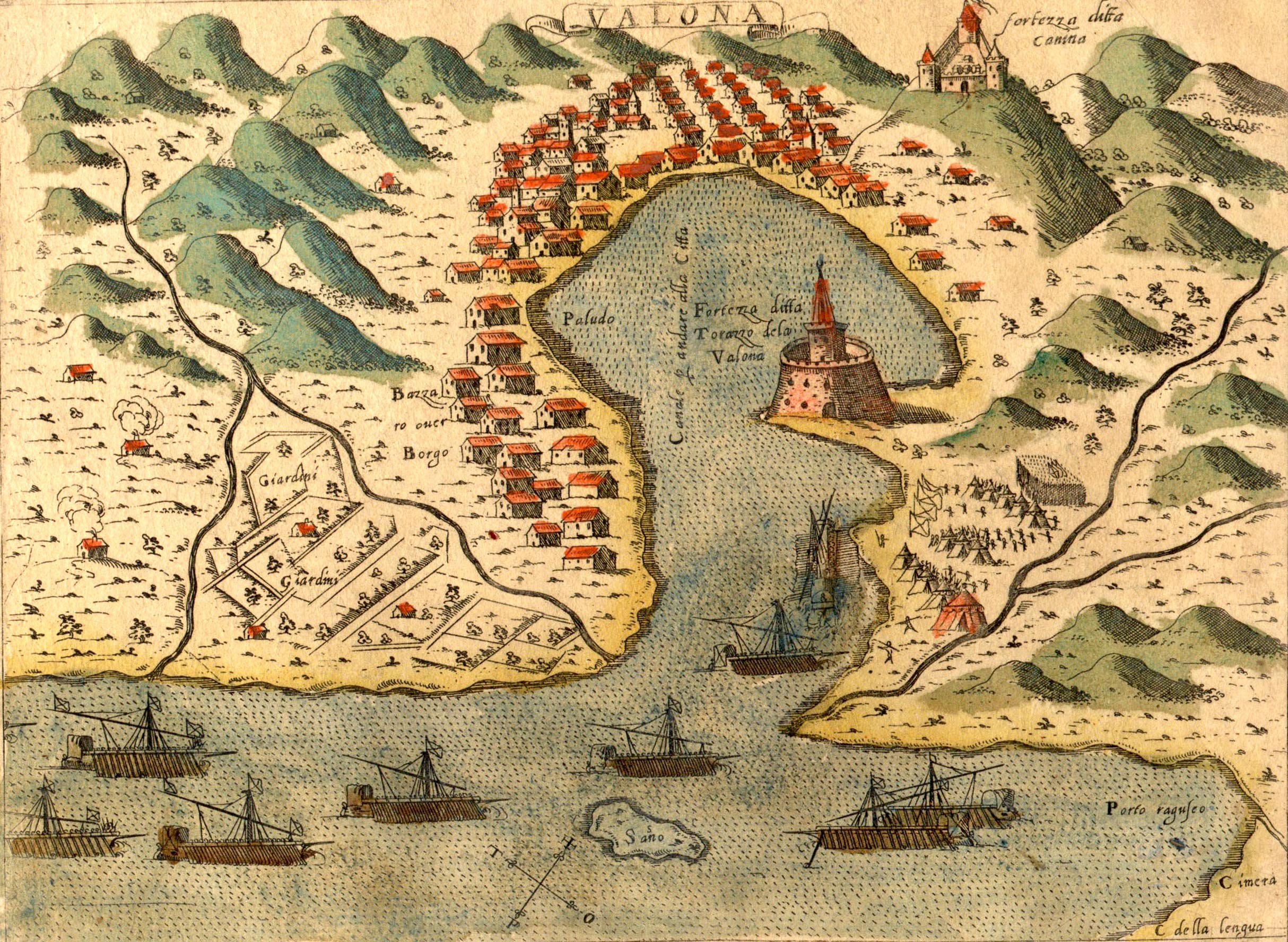
Historische Karte der Bucht von 1573, Simon Pinargenti, italienischer Graveur